# 北海道立噴火湾パノラマパーク
北海道立噴火湾パノラマパーク（ほっかいどうりつふんかわんパノラマパーク）は、北海道二海郡八雲町にある公園。

## 概要
「すてきな風景と出会う体験と交流の丘」をテーマとして現状の地形と自然を活かした施設を整備し、2006年（平成18年）に供用開始。2009年（平成21年）には隣接する道央自動車道（北海道縦貫自動車道）八雲PAから公園内に直接入園できるハイウェイオアシスがオープンし、全面供用開始となった。
北海道は、当公園の施設整備と維持管理及び運営の一部を「民間資金等の活用による公共施設等の整備等の促進に関する法律」（PFI法）に基づき実施しており、特定目的会社（SPC）として清水建設、東急コミュニティー、小学館プロダクション（現在の小学館集英社プロダクション）、宮坂建設工業が出資した「噴火湾パノラマパークPFI株式会社」が設立され、パノラマ館の維持管理、パノラマカフェの運営管理、オートリゾート八雲の運営・維持管理を行っている。公園全体の指定管理者は八雲町となっており、パークゴルフ場の運営管理も行っている。

## 施設
- パノラマ館（ビジターセンター）
  - キッズアリーナ
  - 学習室
  - パノラマカフェ
- 八雲町情報交流物産館 丘の駅[8]
- ピクニック広場
- はらっぱ広場
- オートリゾート八雲[9][10]
  - フリーテントサイト（25区画）
  - フリーテントサークル（炊事棟）
  - ツリーハウス（1棟）
  - ウッドデッキ（1カ所）
  - カーサイトABCD（計30区画）
  - 展望台（1カ所）
  - センターハウス（管理棟）
  - 五右衛門風呂（2カ所）
  - 星の広場（炊事棟）
  - ロッジ（10棟）
    - バリアフリーロッジ（2棟）

  - とんぼの池（ビオトープ）
- ディスクゴルフ場（9ホール）[11]
- パークゴルフ場（一般36ホール、ファミリー9ホール）
- ふれあい館
  - 研修室
- まきばの冒険広場（屋外遊具）
- バーベキューハウス（8基）
- ふれあい農園（畑、果樹園）
- みんなで創る森
- 花畑

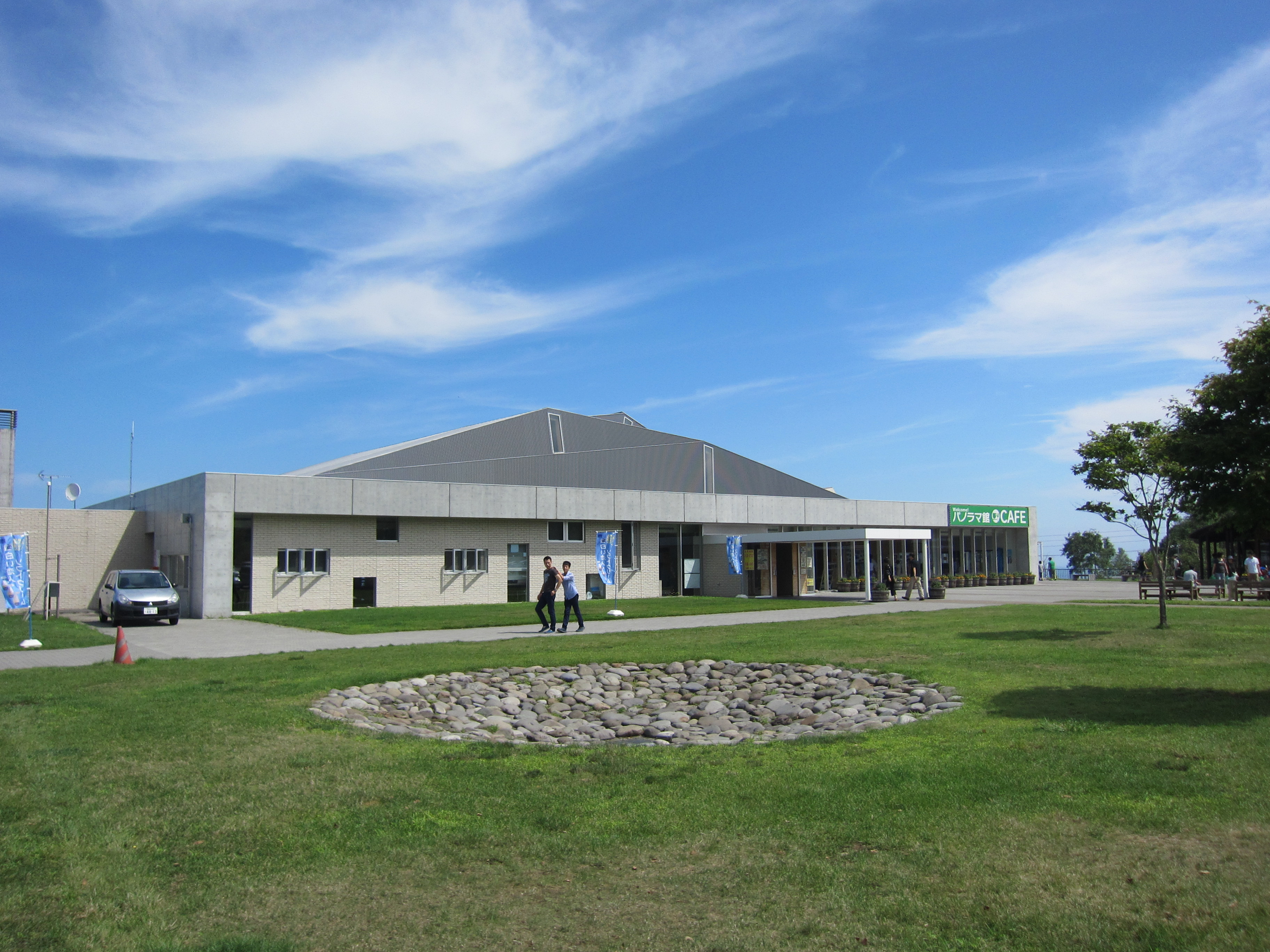
パノラマ館（ビジターセンター）（2014年8月）
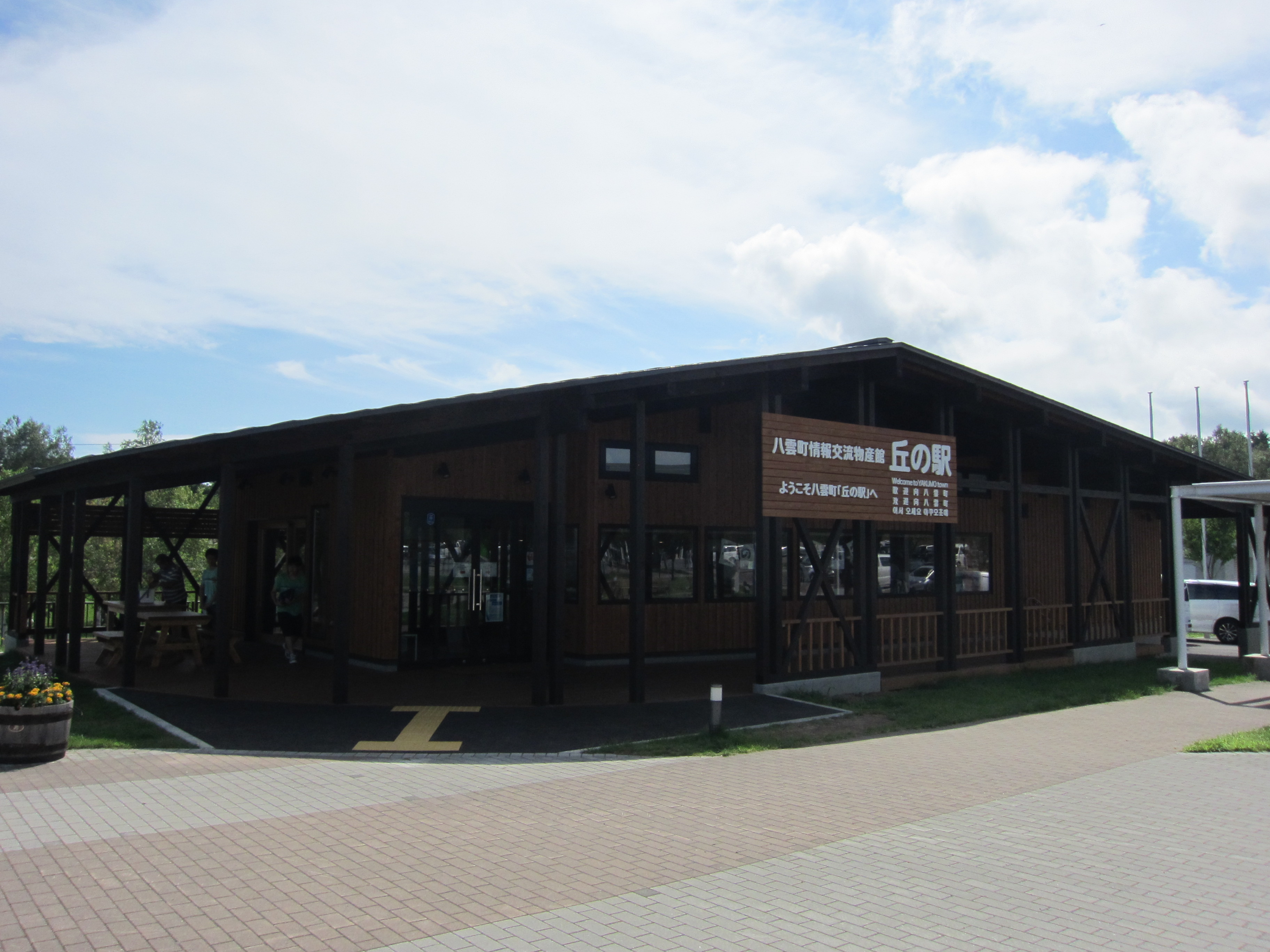
八雲町情報交流物産館 丘の駅（2014年8月）

## アクセス
八雲PAに隣接しており、PA駐車場に駐車しての利用が可能。パークゴルフ場・BBQコーナー・まきばの冒険広場・オートリゾート八雲等の施設を使用する場合は八雲ICから一般道路を利用（八雲ICから噴火湾パノラマパークまでの所要時間は約10分）。周辺にはエルフィン（ELFIN）、ハーベスター八雲、温泉ホテル 八雲遊楽亭が立地している。
- 函館から車で約1時間30分
- 室蘭から車で約2時間
- 札幌から車で約3時間30分